# Policijska uprava Celje
Policijska uprava Celje je policijska uprava slovenske policije s sedežem na Ljubljanski cesti 12 v Celju. Trenutni direktor uprave je Niko Kolar.

## Zgodovina
Policijska uprava je bila ustanovljena 27. februarja 1999, ko je pričel veljati Odlok o ustanovitvi, območju in sedežu policijskih uprav v Republiki Sloveniji.

## Organizacija

### Splošne postaje
Pod policijsko upravo Celje spada 14 policijskih postaj, in sicer:
- Policijska postaja Celje
- Policijska postaja Dravograd (pripojena leta 2011[2])
  - Policijska pisarna Vojnik
  - Policijska pisarna Štore
- Policijska postaja Laško
  - Policijska pisarna Radeče
- Policijska postaja Radlje ob Dravi (pripojena leta 2011[2])
  - Policijska pisarna Muta (pripojena leta 2011[2])
  - Policijska pisarna Podvelka (pripojena leta 2011[2])
- Policijska postaja Ravne na Koroškem (pripojena leta 2011[2])
  - Policijska pisarna Mežica (pripojena leta 2011[2])
- Policijska postaja Mozirje
  - Policijska pisarna Ljubno ob Savinji
- Policijska postaja Slovenj Gradec (pripojena leta 2011[2])
  - Policijska pisarna Črna na Koroškem (pripojena leta 2011[2])
  - Policijska pisarna Mislinja (pripojena leta 2011[2])
- Policijska postaja Slovenske Konjice
  - Policijska pisarna Rogla
- Policijska postaja Šentjur
- Policijska postaja Šmarje pri Jelšah
  - Policijska pisarna Kozje
- Policijska postaja Rogaška Slatina
- Postaja mejne policije Rogatec
- Policijska postaja Velenje
  - Policijska pisarna Šoštanj
- Policijska postaja Žalec

### Mejna policija
- Postaja mejne policije Bistrica ob Sotli
- Postaja mejne policije Holmec (pripojena leta 2011[2])
- Postaja mejne policije Rogatec

### Posebne postaje
- Postaja prometne policije Celje (31. maja 2011 je bila postaja prometne policije Slovenj Gradec ukinjena, moštvo pa dodeljeno postaji Celje) [2]